# Dario Venitucci
Dario Venitucci (Torino, 30 gennaio 1987) è un calciatore italiano, di ruolo centrocampista, svincolato.

## Carriera
Cresciuto nel quartiere torinese di Parella, inizia a giocare al calcio nel Paradiso Collegno. Entra poi all'età di nove anni nel settore giovanile della Juventus, crescendo in un gruppo che vede, tra gli altri, Sebastian Giovinco e Davide Lanzafame. Con i bianconeri arriva a esordire in prima squadra, facendo parte da comprimario della rosa che vince il campionato di Serie B 2006-2007, in cui il giocatore totalizza 5 presenze. L'anno successivo la società bianconera lo lascia tra i cadetti cedendolo al Treviso. Una volta rientrato a Torino, nell'estate 2008 viene quindi girato al Mantova, dove rimane fino al gennaio 2009 prima di passare all'Avellino, concludendo qui la stagione, ancora in Serie B.
Dal 2009 prosegue stabilmente la carriera nei campionati di Lega Pro. Nel successivo triennio trascorre una stagione a testa all'Arezzo, dove arriva a giocarsi i play-off, al Bassano Virtus e al Foggia; a seguito della mancata iscrizione del club rossonero ai campionati causa fallimento, il giocatore rimane svincolato, così nell'estate 2012 si accorda con la Carrarese.
Per la stagione 2013-2014 ritorna a Foggia, mentre l'annata seguente rimane in Puglia passando al Barletta. Dopo la stagione 2015-2016 passata tra le file del Santarcangelo, nell'estate seguente risolve il suo contratto con il club romagnolo e si accorda con il Livorno appena retrocesso dalla serie cadetta. Dopo una stagione in Toscana, nell'estate 2017 fa ritorno dopo sei anni al Bassano Virtus. Causa il sopraggiunto trasferimento del titolo sportivo giallorosso al nuovo L.R. Vicenza, e la ripartenza del calcio bassanese dai dilettanti, nell'estate 2018 il calciatore si svincola e si accorda con il Renate.
L'annata seguente scende in Serie D accasandosi alla Luparense, dove rimane per il successivo biennio. Da qui in avanti prosegue la carriera nelle serie dilettantistiche, militando per i friulani del Cjarlins Muzane nella stagione 2021-2022 e per i veneti della Clivense in quella seguente. Con la squadra veneta, nella stagione 2022-2023 ottiene la promozione in Serie D, a cui contribuisce siglando 7 reti nel campionato di Eccellenza.

## Statistiche

### Presenze e reti nei club
Statistiche aggiornate all'8 aprile 2018.
| Stagione              | Squadra               | Campionato            | Campionato | Campionato | Coppe nazionali | Coppe nazionali | Coppe nazionali | Coppe continentali | Coppe continentali | Coppe continentali | Altre coppe | Altre coppe | Altre coppe | Totale | Totale |
| Stagione              | Squadra               | Comp                  | Pres       | Reti       | Comp            | Pres            | Reti            | Comp               | Pres               | Reti               | Comp        | Pres        | Reti        | Pres   | Reti   |
| --------------------- | --------------------- | --------------------- | ---------- | ---------- | --------------- | --------------- | --------------- | ------------------ | ------------------ | ------------------ | ----------- | ----------- | ----------- | ------ | ------ |
| 2006-2007             | Juventus              | B                     | 5          | 0          | CI              | 0               | 0               | -                  | -                  | -                  | -           | -           | -           | 5      | 0      |
| 2007-2008             | Treviso               | B                     | 30         | 2          | CI              | 2               | 0               | -                  | -                  | -                  | -           | -           | -           | 32     | 2      |
| 2008-gen. 2009        | Mantova               | B                     | 5          | 0          | CI              | 0               | 0               | -                  | -                  | -                  | -           | -           | -           | 5      | 0      |
| gen.-giu. 2009        | Avellino              | B                     | 16         | 1          | CI              | -               | -               | -                  | -                  | -                  | -           | -           | -           | 16     | 1      |
| 2009-2010             | Arezzo                | 1D                    | 29+2       | 3          | CI+CI-LP        | 2+?             | 0               | -                  | -                  | -                  | -           | -           | -           | 33     | 3      |
| 2010-2011             | Bassano Virtus        | 1D                    | 27         | 1          | CI-LP           | 1+              | 0+              | -                  | -                  | -                  | -           | -           | -           | 28     | 1      |
| 2011-2012             | Foggia                | 1D                    | 22         | 5          | CI+CI-LP        | 2+2             | 1+0             | -                  | -                  | -                  | -           | -           | -           | 26     | 6      |
| 2012-2013             | Carrarese             | 1D                    | 22         | 1          | CI+CI-LP        | 2+0             | 1+0             | -                  | -                  | -                  | -           | -           | -           | 24     | 2      |
| 2013-2014             | Foggia                | 2D                    | 30         | 4          | CI-LP           | 1               | 0               | -                  | -                  | -                  | -           | -           | -           | 31     | 4      |
| Totale Foggia         | Totale Foggia         | Totale Foggia         | 52         | 9          |                 | 5               | 1               |                    | -                  | -                  |             | -           | -           | 57     | 10     |
| 2014-2015             | Barletta              | LP                    | 29         | 4          | CI-LP           | 3               | 0               | -                  | -                  | -                  | -           | -           | -           | 32     | 4      |
| 2015-2016             | Santarcangelo         | LP                    | 33         | 5          | CI-LP           | 3               | 0               | -                  | -                  | -                  | -           | -           | -           | 36     | 5      |
| 2016-2017             | Livorno               | LP                    | 28+5       | 4          | CI+CI-LP        | 0+0             | 0               | -                  | -                  | -                  | -           | -           | -           | 33     | 4      |
| 2017-2018             | Bassano Virtus        | C                     | 25         | 2          | CI+CI-C         | 1+1             | 0               | -                  | -                  | -                  | -           | -           | -           | 27     | 2      |
| Totale Bassano Virtus | Totale Bassano Virtus | Totale Bassano Virtus | 52         | 3          |                 | 3+              | 0+              |                    | -                  | -                  |             | -           | -           | 55     | 3      |
| Totale carriera       | Totale carriera       | Totale carriera       | 301+7      | 32         |                 | 20              | 2               |                    | -                  | -                  |             | -           | -           | 328    | 34     |

## Palmarès

### Club

#### Competizioni giovanili
- Campionato Primavera: 1

Juventus: 2005-2006
- Supercoppa Primavera: 1

Juventus: 2006

#### Competizioni nazionali
- Campionato italiano di Serie B: 1

Juventus: 2006-2007